# Mário Camora
Mário Jorge Malico Paulino (n. 21 septembrie 1986, Samora Correia⁠(d), Lezíria do Tejo⁠(d), Portugalia), cunoscut sub numele de Mário Camora, este un fotbalist portughez și român, care joacă pe post de fundaș lateral la CFR Cluj în SuperLiga României. Pe plan internațional, are prezențe la națională pentru România.

## Cariera de club

### CFR Cluj
Pe 24 mai 2011, Camora a semnat un contract cu echipa CFR Cluj. Camora a devenit jucătorul cu cele mai multe apariții la CFR Cluj la 17 aprilie 2018, după ce a depășit recordul stabilit de  Cadú de 202 de meciuri. Camora a fost de acord cu o prelungire a contractului pe trei ani, exprimându-și în același timp dorința de a se retrage de la echipa CFR Cluj și de a se muta permanent în România. 

## Cariera internațională
În anul 2020 a primit cetățenia română și a debutat pentru echipa națională în 8 Octombrie 2020, în meciul de play-off din preliminariile Euro 2020 cu Islanda (pierdut cu 1-2), meci în care a jucat integral, purtând numărul 22. Cu acest prilej a stabilit un nou record, devenind cel mai în vârstă fotbalist care a debutat la echipa națională la vârsta de 33 de ani, 10 luni și 28 de zile.

## Viața personală
Camora s-a căsătorit cu o româncă, cuplul având un fiu. La 24 august 2020, a obținut cetățenia română și a devenit eligibil pentru a reprezenta echipa națională.

## Palmares

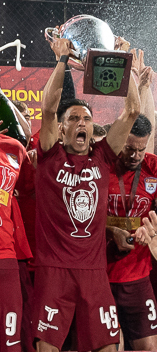
Camora sărbătorește titlul Liga I 2021-2022.

### Cluburi
Beira Mar
- Segunda Liga: 2005-2006

CFR Cluj
- Liga I (6): 2011-12, 2017-18, 2018-19, 2019-20, 2020-21, 2021-22
- Cupa României (1): 2015–16
- Supercupa României (2): 2018, 2020

### Individual
- Echipa sezonului din Liga I: 2018–19[7]

### Recorduri
- Jucătorul străin cu cele mai multe apariții în Liga I: 500.[a]
- Cel mai în vârstă fotbalist care a debutat la echipa națională la vârsta de 33 de ani, 10 luni și 28 de zile.
- Cele mai multe apariții la un club românesc în cupele europene 73.